# Postroute Wolfenbüttel–Harzburg
Die Postroute Wolfenbüttel-Harzburg war eine bereits im 17. Jahrhundert eingeführte Postroute. Sie verband die Orte Braunschweig und Bad Harzburg über Wolfenbüttel postmäßig miteinander. Dieser Artikel beschreibt die Entwicklung des Postwesens in den Orten Wolfenbüttel, Immendorf, Lesse, Salder, Börßum, Oker und Bad Harzburg im Herzogtum Braunschweig.

1828 Ausschnitt aus der Post-Karte der preußischen Staaten

## Die Landstraßen
Karl Wilhelm Ferdinand (1773–1806) Herzogs von Braunschweig-Lüneburg setzte sich, wie sein Vorgänger Karl I., sehr für
den Straßenbau ein. Der Bau und den Unterhaltung von Landstraßen, ihre Breite, Fahrbarkeit und Sicherheit wurde in besonderen Verordnungen vorgeschrieben.
Seit dem 1. Januar 1754 fuhr, zwischen Helmstedt, Schöningen, Schöppenstedt und Wolfenbüttel, einmal wöchentlich eine fahrende Post. Sie startete morgens in Schöningen, traf mittags in Schöppenstedt ein und war abends in Wolfenbüttel. Die am nächsten Morgen zurück bis Schöningen fuhr, um am nächsten Tag hin und zurück nach Helmstedt zu fahren. In Helmstedt und Wolfenbüttel befanden sich fürstliche Posthäuser, in Schöningen war der Ratverwandte Herr Himmel und zu Schöppenstedt der Kaufmann Günther für die Post zuständig. Nicht ganz so schnell wie wir heute.
Folgende Straßen waren ab 1802 im Herzogtum Braunschweig fertig:
1. die Leipziger, ab Braunschweig über Wolfenbüttel bis hinter Hessen (4 Meilen)
2. die Magdeburger, ab Braunschweig bis Helmstedt (5 Meilen)
3. die Hannoversche, ab Braunschweig bis hinter Betmar (2½ Meilen).
4. die Schöninger, ab Braunschweig (noch unvollendet) bis Evesen (4 Meilen)
5. die Seesener, ab Braunschweig bis Seesen (6 Meilen)
6. die Frankfurter, ab Seesen (3 Meilen)
7. die Osteroder, von Seesen bis hinter Badenhausen (3 Meilen) und
8. die Holzmindener, von Delligsen bis auf die Hufe (2 Meilen).

Für die Benutzung der Straßen wurde bis 1796 kein Wegegeld erhoben. Dann wurden, um die Kosten aufzufangen, so genannte Einnehmerhäuser gebaut um „ein mäßiges Wegegeld (2 bis 8 Pfennige, je nach Umfang und Gewicht der Ladung) je Pferd“ erheben zu können. Die Posten waren vom Wegegeld befreit.
Die übrigen Straßen im Fürstenthum waren noch nicht zu Dammstraßen ausgebaut. Die Straße von Wolfenbüttel nach Goslar und Horenburg (im Hannöverschen) war mit Steinen gepflastert. Die Straße nach Hamburg ist teilweise als Sanddamm eingerichtet.
Zu nennen ist noch die „Neue Straße“ von Wolfenbüttel in den Harz. Sie führte über Harzburg bis zum Brockenkrug, über Oderbrück und Königskrug nach Braunlage, einmal bis nach Sachsen, die andere bis Nordhausen. Seit 1748 bahnte sich der Fuhrmann Seidensticker aus Northeim seinen Weg um dem preußischen Zoll von 2 Reichstalern je Zentner Fracht zu entgehen. Nach dem Bau der Straße, sank der preußische Zoll auf 8 Gutegroschen. Diese Straße die zwischen 1755 und 1758 so gut als möglich in Stand gesetzt wurde, konnte seitdem nur noch im Sommer befahren werden. Im Winter nur wenn die Ladung aus Waren, die durch Preußen nicht befördert werden durften, z. B. Sächsisches Porzellan oder seidene Strümpfen.
(siehe Postroute Braunschweig–Helmstedt–Magdeburg)

## Wolfenbüttel

Postamt Wolfenbüttel 1910

Herzog Heinrich der Jüngere richtete eine eigene Fürstlich-Braunschweigische Landespost ein. In einer Kanzleiordnung von 1735 regelt er das Botenwesen. thurn- und taxissche Posten mussten zugelassen werden, was natürlich zu ständigen Reibereien führte.
Seit 1432 war Wolfenbüttel Residenzstadt gewesen. Karl I. verlegte im Jahre 1753 seine Residenz nach Braunschweig. In diesen Zeiten wird es einen regen Botenverkehr gegeben haben.
Zwischen Helmstedt, Schöningen, Schöppenstedt und Wolfenbüttel fuhr, seit dem 1. Januar 1753, einmal wöchentlich eine fahrende Post. Sie startete morgens in Helmstedt, traf mittags in Schöningen ein und war abends in Wolfenbüttel. Die am nächsten Morgen zurück bis Schöningen fuhr, um am nächsten Tag hin und zurück nach Helmstedt zu fahren. In Helmstedt und Wolfenbüttel befanden sich fürstliche Posthäuser, in Schöningen war der Ratverwandte Herr Himmel und zu Schöppenstedt der Kaufmann Günther für die Post zuständig.
In den „Braunschweiger Anzeigen“ aus dem Jahre 1754 ist von einer Fahrpost von Braunschweig über Wolfenbüttel und Seesen bis Northeim zu lesen, von dort gab es Anschluss an die Fahrpost Hannover-Göttingen-Münden-Cassel. Briefe aus dieser Zeit sind durch einen handschriftlichen Ortsvermerk als solche zu erkennen. Man findet diese handschriftlichen Vermerke auch noch bis 1867, wahrscheinlich auf Botenbriefen.

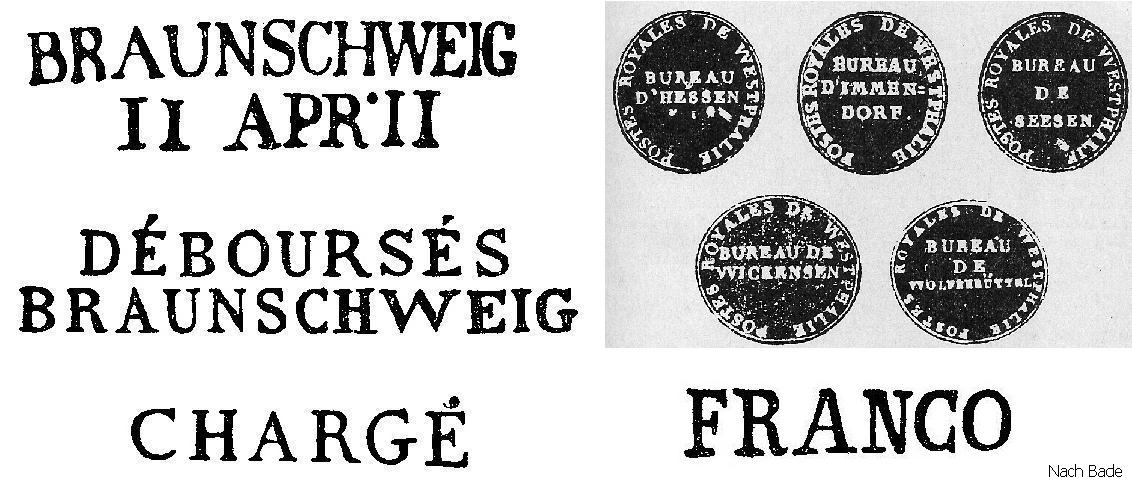
Stempel und Siegel aus der westphälischen Zeit

In der westphälischen Zeit gehörte Wolfenbüttel zum Departement der Oker im Distrikt Braunschweig. Die westphälischen Postverwaltung führte, für manche Orte erstmals, verschiedene Stempel ein. Postdirektor 3. Classe war Herr Salzenberg (1810–13)
Aus dieser Zeit sind Einzeiler bis 1832, bekannt geworden. Typisch für die westphälische Zeit ist der Zweizeiler mit Datum ohne Jahr in der zweiten Zeile. Zusammen mit den Nebenstempeln „DÈBOURSÈS“, „FRANCO“ sind sie von Sammlern sehr gesucht.
Auf Briefen zwischen 1823 und 1831 ist ein Rechteckstempel bekannt, der dem Westphälische Zweizeiler ähnlich ist, Mit „WOLFENBÜTTEL“ und in der zweiten Zeile das Datum und das alles in einen Rechteck. Abgelöst wurde dieser Stempel von einem Stempel mit einer Kombination von Textbogen und einer Datumszeile, einem Bogen.

Frühe Poststempel von Wolfenbüttel

Per Gesetz wurde am 22. Juni 1832 die Errichtung einer Poststation, zum Pferdewechsel, zu Wolfenbüttel gemeldet. Es wurden die Orte und die Entfernungen sowie die Preise angegeben, die für die Nutzung der Extrapost zu zahlen waren.
Das General-Circular Nr. XIX vom 18. September 1835 berichtet von der Anlegung einer Botenpost zwischen Wolfenbüttel und Hornburg.
Zweikreisstempel (28,5 mm) kennt man ab 1846, eine Stempelfabe war nicht vorgeschrieben, so findet man ihn bis 1851 in Rot und danach bis 1852 in Schwarz übergehend. Danach war ein etwas kleiner Zweikreisstempel (25 mm) im Gebrauch.
Die Herzoglich Braunschweigische Staatseisenbahn war die erste deutsche Staatsbahn. Ihr erster Streckenabschnitt (Braunschweig-Wolfenbüttel) wurde am 1. Dezember 1838 eröffnet. Sie wurde 1841 über Schladen und Vienenburg in das heutige Bad Harzburg (damals „Neustadt“) verlängert.
Für Postsendungen „zwischen Wolfenbüttel und den preußischen Postanstalten, die rechts und links der Elbe und nördlich der Straße Magdeburg über Erxleben nach Morsleben liegen, diese Orte mit eingeschlossen, soll vom 1. Januar 1843 an der moderierte Satz von 1 Ggr. pro einfachen Brief (Progression Nr. 3) berechnet resp. erhoben werden“, verkündet das General-Circular Nr XXXXVI vom 26. Dezember 1842.
1844 mussten die Post einige festangestellte Postillione, auch aus Wolfenbüttel, entlassen werden. Sie erhielten ein Wartegeld von 12 Thalern.
Der Gutsbesitzer W. Löbbecke in Dorstadt möchte „die für seine Familie und Hausstand bestimmten Postgegenstände nicht auf Börßum, sondern auf Wolfenbüttel spediert haben“. Die Post entsprach 1846 dem Wunsche.
1855 erhalten die Verwaltungen, per Gesetz Nr. 3 vom 26. Februar, bei den Stationen zu Wolfenbüttel, Schöppenstedt, Jerxheim die Bezeichnung „Bahn- und Postamt“.
Mit der Einführung der Briefmarken im Herzogtum Braunschweig kam ein Rostrautenstempel mit der Nummer „47“, zur Entwertung der Marken an den Schalter.

Emailschild am Briefkasten der preußischen Postkutsche

Zum 1. Januar 1863 wurde die Inland-Portotaxe für das Herzogtum Braunschweig neu geregelt. Für Briefe innerhalb von Wolfenbüttel (und Braunschweig) galt der Ortstarif und für die Einlieferung von mehr als 10 Briefen vom gleichen Absender wurde ein gestaffelter Rabatt gewährt. Für das Stadtporto galten in Braunschweig und Wolfenbüttel die Stadttore als Grenze des Bestellbezirks.
In den Postorten sind die Zustellbezirke festgelegt worden. So berichten die Braunschweigischen Anzeigen vom 14. Oktober 1864 über den Weg eines Landbriefzustellers. Vom 1. November ging sein Weg von Wolfenbüttel über Fümmelse, Drütte, Immendorf, Barum, Lobmachtersen, Cramme, Leinde und Adersheim.
Als neuer Poststempel kam 1866 ein weiterer Zweikreisstempel (27,5 mm) in Gebrauch.
Und wieder die Braunschweigische Anzeigen: „Vom 1.September 1865 an können die Briefkasten auch an den das Herzoglich Braunschweigische Gebiet passierenden Königlich preußischen Eisenbahn-Postwagen auf den hiesigen Stationen Jerxheim, Schöppenstedt, Wolfenbüttel, Braunschweig und Vechelde, zur Aufgabe nicht deklarierter Briefe, ohne Unterschied des Bestimmungsorts, benutzt werden. Bedingung ist, daß diese Briefe, welche auf diese Weise befördert werden sollen, unfrankiert oder durch Marken oder Couverts vorausbezahlt waren.“

## Immendorf

Frühe Poststempel von Salzgitter-Immendorf

Die Poststation Barum ist Johanni 1791 nach Immendorf verlegt worden, schreibt Henri Bade.
Die Post von Gotha über Göttingen nach Braunschweig führte bis Göttingen (11 Meilen) über Northeim (2), Seesen (3), Lutter (2), Immendorf (2) und weitere 2 Meilen nach Braunschweig.
Immendorf liegt 3 Stunden von Braunschweig, 1¼ Stunden von Wolfenbüttel, an der Frankfurter Heerstraße. Die erste Poststation von Braunschweig und ein wohlgerichtetes Weg- und Wirtshaus, welches den Niehoffen gehört.
In der Westfälischen Zeit verkündet das General-Circular vom 1. Juni 1809 das Immendorf dem Verzeichnis der Postanstalten nachzutragen ist. Postdirektor war der Expediteur Niehoff (1809–13). Er verwendete den westphälischen Einzeiler-Stempel „IMMENDORF“.
Nachdem die Post wieder braunschweigisch geworden war, waren die Niehoffs (seit 1802) als Vorsteher der Post tätig. Ab 1833 führt das Adressbuch den Postmeister Ferdinand Niehoff (1833–54) auf, bis 1860 war er zudem als Posthalter auch für die Bereitstellung der Postpferde zuständig. Auch er verwendete den oben genannten Einzeiler, bis er 1853 den Rechteckstempel mit Datum in Ziffern erhielt. Nachfolger als Postmeister waren Julius Lambrecht (1854–56) und Friedrich Hammer (1856–60). Sie wurden unterstützt durch Landbriefträger wie Christoph Klingenberg (1842–60).
1842 erhielt der Postillionen Heinrich Bengehals aus Immendorf das einfache Ehrenzeichen. 1844 erhält der gleiche Postillion das zweifache Ehrenzeichen und ein Geldgeschenk von 10 Talern. 1849 erhielt er das dreifache Ehrenzeichen mit monatlicher Zulage von einem Taler. Friedrich Lüer wurde 1842 „wegen Dienstunfähigkeit mit einer jährlichen Pension von 24 Rthlr. in den Ruhestand versetzt“. Christoph Klingenberg wurde zum Landpostboten ernannt. Der Postillion Franz Lüer aus Immendorf erhielt 1847 das einfache Ehrenzeichen.
Im Adressbuch werden zwischen 1860 und 1887 keine Postler geführt. Die Post wurde von Wolfenbüttel per Landbriefträger versorgt. „Vom 1. November 1864 an wurde die zur 3.Tour der Landbriefbestellung Wolfenbüttel in folgender Reihenfolge begangen: Wolfenbüttel - Fümmelse - Drütte - Immendorf - Barum - Lobmachtersen - Cramme - Leinde und Adersheim“, berichten die Braunschweigische Anzeigen.
Erst 1887 erhielt Immendorf eine Postagentur. Als Postagenten waren Wilhelm Wetzel (1887–90) und Karl Hahnecke (1891–1916) beschäftigt. Von hier aus wurde nun auch die Versorgung der umliegenden Orte ohne Postanstalt durch die Landbriefträger besorgt.
Am 1. Februar 1928 gehörte Immendorf (Braunschweig) zum Abrechnungspostamt Thiede, Postagenten waren Friedrich Struckmann (1928–1934) und, in Vertretung, Emma Struckmann (Ehefrau).
Am 16. November 1933 kam Immendorf zum Leitpostamt Wolfenbüttel. Der Sattlermeister Albert Kick (1934–50) und, in Vertretung, Hermine Kick (Ehefrau) übernahmen den Dienst.
Die Postagentur wurde zum 31. Dezember 1933 geschlossen und am 1. Juli 1938, mit gleichem Personal, wieder eröffnet, dem Leitpostamt Braunschweig unterstellt.
Im Jahre 1944 wurde die Post in Immendorf zur Poststelle I. Klasse, ab dem 1. Juni 1948 dem Abrechnungspostamt Salzgitter-Lebenstedt unterstellt.
Seit dem 1. Oktober 1950 war Salzgitter-Immendorf ein Zweigpostamt des Abrechnungspostamtes Salzgitter-Lebenstedt. Sechs Jahre später, zum 1. Oktober 1956 war die Post wieder Poststelle I. Klasse. Nun versahen der Sattlermeister Ernst Hamann und, in Vertretung, seine Ehefrau Minna Hamann (1956 – 1. Juli 1960) ihr Amt. Seit dem 1. Juli 1960 waren Käthe Heller, geb. Hamann, im Amt, Vertreter war Ernst Hamann.
Mit der Einführung der Postleitzahl erhielt die Poststelle I zum 3. November 1961 die Postleitzahl im Poststempel „3321 Salzgitter-Immendorf“, unterstellt dem Postamt mit Verwaltung Salzgitter-Lebenstedt.
Eine neue Einteilung der Post brachte am 1. November den Stempel „Salzgitter 43“ für die Annahme-Poststelle I. (letzte Angabe 24. April 1973)

## Salder

Früher Poststempel von Salder

Salder erhielt am 1. April 1851 seine eigene Postexpedition. Erster Postexpedient war Friedrich Schulze (1851–60), er verwendete den Zweikreissehnenstempel mit handschriftlicher Datumsangabe, bis 1854. Gefolgt von einem Rechteckstempel. Ab 1856, mit der Einführung der braunschweigischen Briefmarken kam zusätzlich der Rostrautenstempel mit der Nummer „36“ zur Entwertung der Marken hinzu.
Mit der Einrichtung einer Postexpedition in Lesse am 1. Oktober 1867 wird die Postexpedition Salder über die Fahrpost Salder-Lesse an das Postnetz angeschlossen.
In den braunschweigischen Adressbüchern wird ab 1871 der Postagent Bernhard Heyer (1872–75) und Carl Wagener (1876–89) als Vorsteher einer Postagentur benannt. Für 1890 erscheint der Postassistent August Thiele als Verwalter der Postverwaltung. Nach 1912 schweigen sich die Adressbücher über die Postbediensteten aus.

## Lesse

Frühe Poststempel von Lesse

Am 1. Oktober 1867 wurde in Lesse eine Postexpedition eröffnet, die über eine Fahrpost mit Salder verbunden war. Die Landbriefträger gingen nach Berel, Hohenassel, Nordassel, Oelber a. w. W. und Westerlinde.
Durch den kurzen Verwendungszeitraum ist der Zweikreissehnenstempel sehr selten, einen Rostrautenstempel hat Lesse nicht mehr erhalten.

## Börßum

Frühe Poststempel von Börßum

Börßum erhielt am 1. Mai 1846 eine Postexpedition auf Grund der Verlängerung der Eisenbahnstrecke von Braunschweig nach Bad Harzburg (1841). Im Jahre 1857 erhielt sie die Bezeichnung Bahn- und Post-Expedition. Postexpedient war der Zolleinnehmer Lambrecht (1848).
Seit 1846 wurde in Börßum ein Zweikreissehnenstempel eingeführt, in dem das Datum handschriftlich einzutragen war. Er wurde 10 Jahre später von einem Rechteckstempel abgelöst, mit Angabe von Vor- oder Nachmittag einem Stern in der Mitte und das Datum in Ziffern. Einen Zweikreisstempel mit Datum, Jahr und Uhrzeit ist im Jahre 1865 eingeführt worden. Zur Entwertung der braunschweigischen Postwertzeichen (1856) gab es den Rostrautenstempel mit der Nummer "6".
Die Postanstalt in Börßum wurde 1870 umbenannt in eine Postexpedition II.Classe, 1872 in eine Postverwaltung und 1876 in ein Postamt II. Klasse.

## Oker
Die Postgeschichte von Oker beschreibt die geschichtliche Entwicklung des Postwesens in Oker (heute Goslar) seit dem 18. Jahrhundert.

Frühe Poststempel von Oker

Nach einer Bekanntmachung der fürstlichen Post-Direktion vom 31. März 1819 ist in Oker mit Wirkung vom 1. April 1819 eine Postexpedition eingerichtet worden. Erster Expedient war Herr Schütte, Für die Zeit, von 1833 bis 1840, entnehmen wir den Adressbüchern Johann Heinrich Andreas Schütte als Postexpedienten.
Für die Jahre 1834 und 1842 ist die Verwendung des Einzeilers bekannt. Seit 1840 wurde das Datum handschriftlich unter dem Stempel vermerkt. Den Zweikreisstempel erhielt die Postexpedition 1845, auch hier war das Datum handschriftlich einzutragen. Der Rechteckstempel wurde 1855 angeschafft. Zur Entwertung der Postwertzeichen verwendete man ab 1856 den Rostrautenstempel mit der Nummer „33“.
Die „Braunschweigischen Anzeigen“ vom 22. März 1866 schreiben „Mit dem Tage der Eröffnung des Betriebes der Bahnstrecke Braunschweig–Bad Harzburg zwischen Goslar und Vienenburg (Eröffnet am 23. März) wird die Herzogliche Postexpedition zu Oker nach dem Bahnhofe daselbst verlegt und bis auf weiteres mit der dortigen Eisenbahnstation vereinigt werden“.

## Harzburg

Frühe Poststempel von Bad Harzburg

In Harzburg ist am 1. April 1819 eine Postexpedition eingerichtet worden[1]. Ein Abschlag des ersten Einzeiler-Stempel ist auf einem Brief von 1821 gefunden worden.
Im Adressbuch von 1833 wird für Harzburg eine Postexpedition angegeben. Der Kreisamtmann Mittendorf war erster Expedient.
Seit 1844 wird ein Zweikreissehnenstempel verwendet, bei dem das Datum handschriftlich einzutragen war. 1849 wird ein ähnlicher Stempel, diesmal mit eingesetztem Datum und Stundenangabe eingeführt. Der 1862 beschaffte Zweikreisstempel mit Datum, Jahr und Uhrzeit war bis zur Aufhebung der braunschweigischen Post 1867 im Gebrauch.
Der abgebildete Dreizeiler ist kein Poststempel, immerhin taucht der Fahrbillet-Stempel der Eisenbahn mit Nummer, Tag, Monat und Uhrzeit auf Briefen auf. Zur Entwertung der Postwertzeichen (1856) verwendete man den Rostrautenstempel mit der Nummer „19“.
1848 ist die Post in eine Postverwaltung umgewandelt worden (?). Postassistent August Tölke (1848–59) wurde in den Adressbüchern bis 1850 als Postexpedient benannt, ab 1850 jedoch als Postmeister, was auf die Umwandlung in ein Postamt schließen lässt. Definitiv erfolgte die Umwandlung zum Bahn- und Postamt im Jahre 1855.
Im Norddeutschen Postbezirk (1868) änderte sich die Bezeichnung in Postamt, also eine Trennung von Bahn und Post. 1875 wird die Post als Postverwaltung bezeichnet. Schon ein Jahr später (1876) in ein Postamt II. Klasse.
Seit 1904 hatte Bad Harzburg ein Postamt I. Klasse.
Neben der Postanstalt gab es seit 1843 die Station für die Pferdepost. Posthalter war Christoph Wellner (1843) gefolgt von
August Wellner (1848–73), er war Wagenmeister. Danach kamen die Posthalter Heinrich Wellner (1854–66) und W. Wellner (1869–90), A.Wellner (1891–97), dazwischen dann Eduard Schmitt (1898–1904) und dann wieder Bertold Wellner (1905–09) Die Postkutschen fest in den Händen der Familie Wellner.
In Bündheim war Ende 1840 eine Extrapost-Station eingerichtet worden.
In Schlewecke bestand zwischen 1893 und 1903 ebenfalls eine Post-Agentur.
Harlingerode erhielt 1880 seine Post-Agentur.